# 小杉村
小杉村（こすぎむら）は、かつて新潟県中蒲原郡にあった村。1901年11月1日の新設合併によって消滅し、現在は新潟市江南区の一部となっている。
以下の記述は合併直前当時の旧小杉村に関しての記述であり、現在では名称等が異なる場合がある。なお、ここに記述されていない内容に関しては新潟市などの記事を参照。

## 概要
江戸時代からの村名で、阿賀野川の左岸に位置する。地名は小杉郷右衛門の采地となったことで、深田村から改称したことによる。

## 沿革
- 1889年（明治22年）4月1日 - 町村制施行に伴い中蒲原郡小杉村が村制施行し、小杉村が発足。
- 1901年（明治34年）11月1日 - 中蒲原郡横越村、沢海村、木津村、二本木村と合併し、横越村を新設して消滅。大字小杉となる

## 地域
合併を行わないで発足した村であるため、大字は編成していない。当時の村域は現在の新潟市江南区小杉・平山及び北区小杉に該当する。